# Дуйнген
Дуйнген (нім. Duingen) — громада в Німеччині, розташована в землі Нижня Саксонія. Входить до складу району Гільдесгайм. Складова частина об'єднання громад Ляйнебергланд.
Площа — 59,62 км2. Населення становить 4889 ос. (станом на 31 грудня 2021).

## Галерея

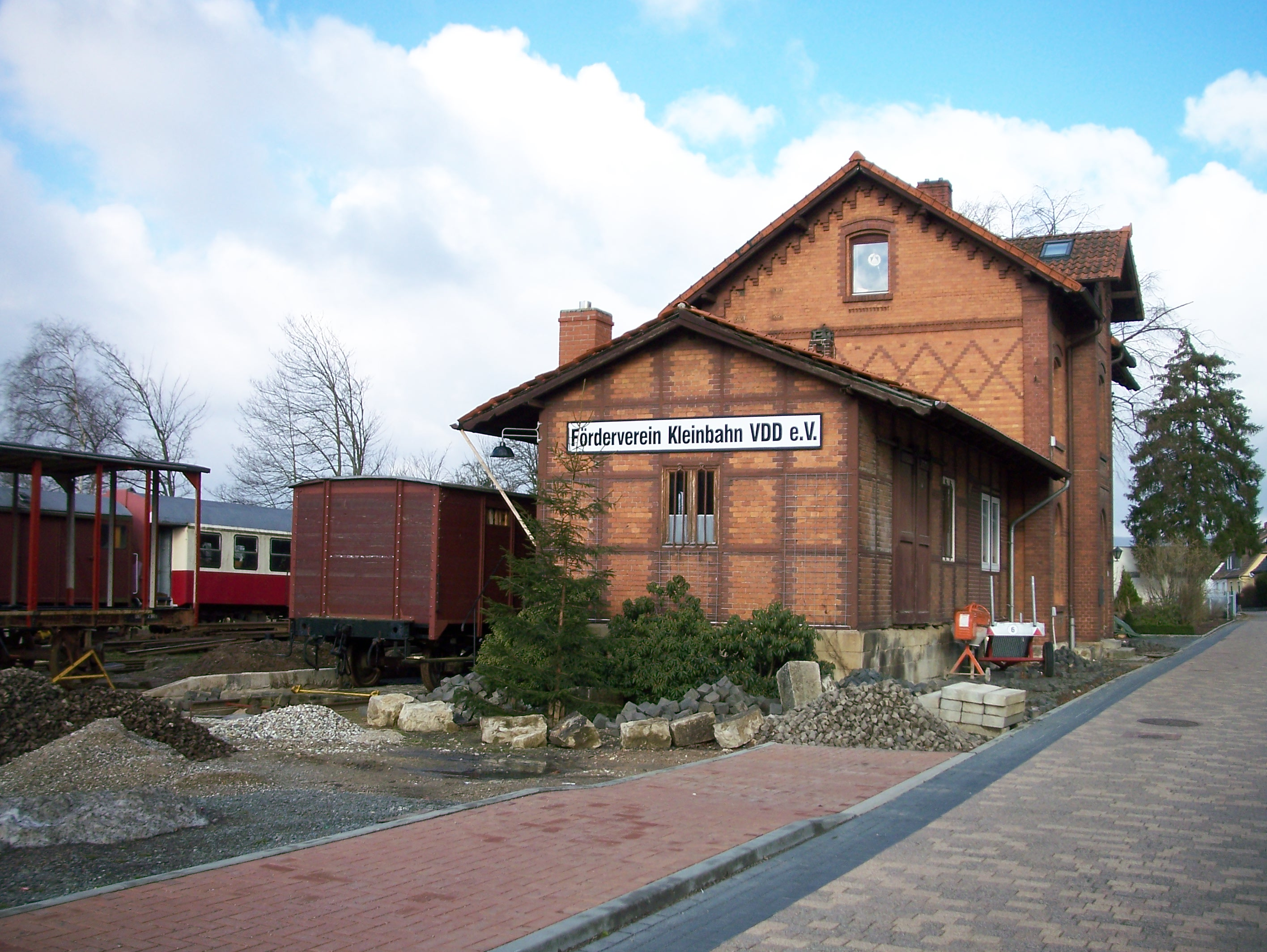
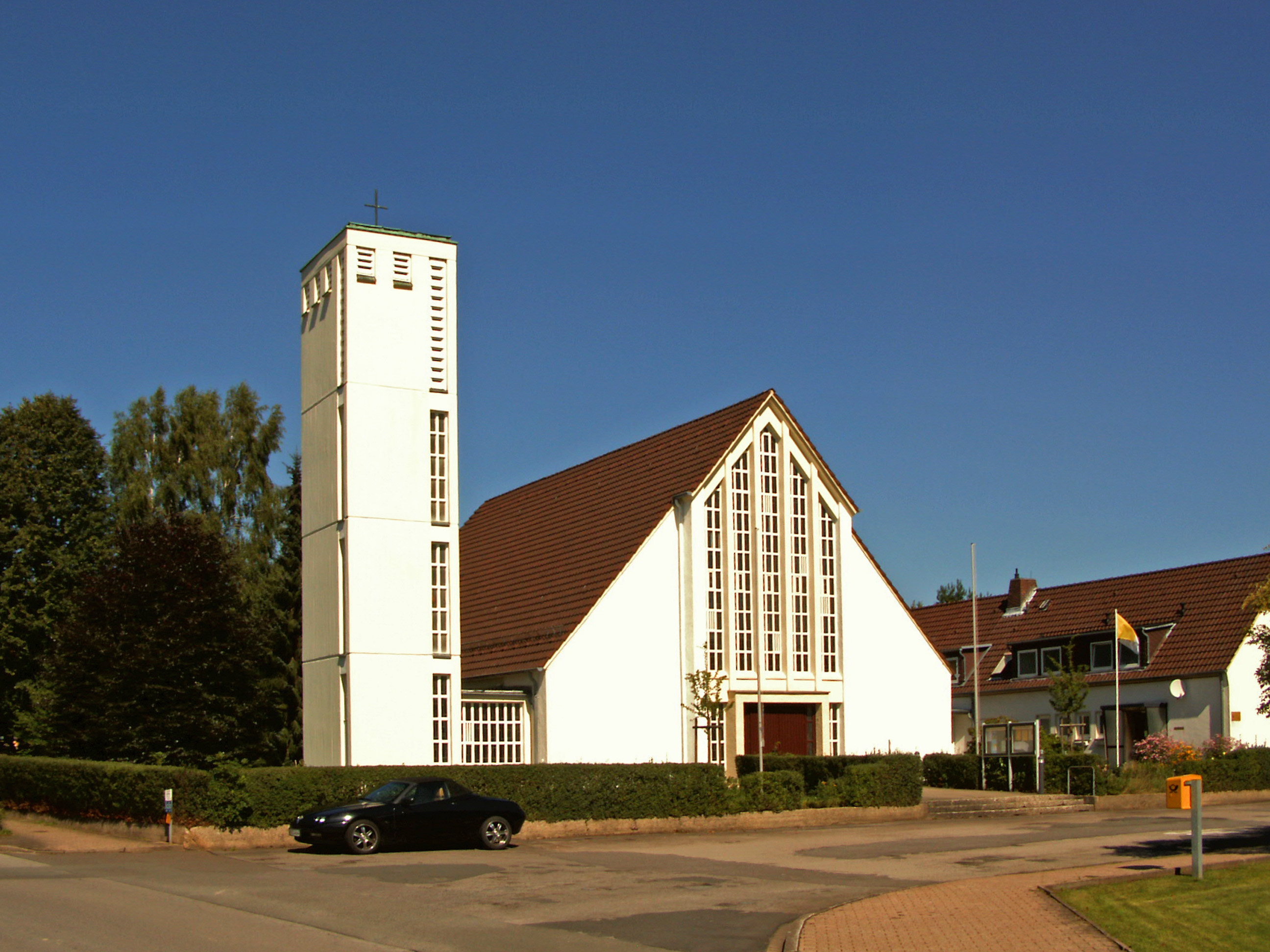